# Aventurero
Un aventurero es aquella persona que busca aventuras. Antiguamente, se conocía de está forma al oficial o soldado de fortuna que no sentaba plaza, es decir, que no profesaba la carrera sino que asistía, generalmente a voluntad propia, a una guerra. 
Tenía esa voz una acepción muy alta por las condiciones de la milicia, de la guerra y de la sociedad misma. Está relacionada con los términos mercenario (soldado que lucha por su beneficio económico y personal) o voluntario. Posteriormente, cuando se dejaron de correr aventuras, a lo más que se podía aplicar esta palabra era a algún oficial o paisano que durante alguna campaña estuviera sin destino reglamentario o sin cuartel general.